# Antonie Berl
Antonie Berl (* 6. Februar 1839 in Leipzig; † 20. März 1906 in Darmstadt) war eine deutsche Theaterschauspielerin.

## Leben
Berl war die Tochter eines Beamten der Leipzig-Dresdner Eisenbahn-Compagnie. Mit dem Wunsch Sängerin zu werden, besuchte sie das Conservatorium der Musik ihrer Vaterstadt und anschließend in Hamburg die private Gesangsschule der Opernsängerin Franziska Cornet. Dort erkannte man ihr schauspielerisches Talent und mit Unterstützung durch Frau Cornet nahm Berl Schauspielunterricht.
Am Stadttheater von Altona absolvierte Berl erfolgreich ihr Debüt und blieb auch für einige Zeit Mitglied dieses Ensembles. Später wurde sie ans Stadttheater Lübeck verpflichtet, wechselte aber nach kurzer Zeit nach Kiel an das dortige Theater. Ihr nächstes Engagement führte sie für zwei Jahre an das Stadttheater nach Frankfurt/M. und während dieser Zeit nahm sie regelmäßig Privatstunden bei der Schauspielerin Auguste Lauber.
Von Frankfurt/M. aus bekam Berl ein Engagement an das Victoria-Theater (Berlin-Mitte) und wechselte später ans Stadttheater Königsberg und dann nach München ans Nationaltheater. Im Oktober 1868 holte man sie ans Hoftheater Darmstadt und sie blieb dort dreißig Jahre Mitglied des Ensembles. Am 10. Oktober 1898 gab sie dort ihre letzte Vorstellung und zog sich anschließend ins Privatleben zurück. Berl starb am 20. März 1906 in Darmstadt und fand dort auch ihre letzte Ruhestätte.

## Rollen (Auswahl)
- Zweite Dame – Die Zauberflöte (Wolfgang Amadeus Mozart)
- Liese – Die Verlobung bei der Laterne (Jacques Offenbach)
- Angelina – Der Wasserträger (Luigi Cherubini)
- Philippine Welser – Philippine Welser oder Die Perle von Augsburg[2] (Carl Ferdinand Pohl)
- Margherita – Mefistofele[3] (Arrigo Boito)
- Ophelia – Amleto[4] (Franco Faccio)